# 葉世文
葉世文（1948年2月17日—），臺灣政治人物，前中國國民黨黨員、政府官員，常任文官出身，曾任內政部營建署署長、桃園縣副縣長。

## 早年
葉世文生於彰化縣和美鎮，因為其父親的工作，幼年時曾居住過基隆、高雄、台南等地，其父後回到彰化銀行工作，全家也因此搬回彰化和美。

## 公職經歷
1973年，服兵役退伍後，在中興新村擔任省政府主計處的約聘研究員，同年年底，特種考試臺灣省地方行政人員乙等考試統計人員類科及格後，成為臺灣省政府正式科員。
1981年，林洋港由台灣省政府主席調任內政部長，葉世文隨林洋港至內政部任職機要，負責聯絡國會。1984年，吳伯雄擔任內政部長，繼續任用葉世文為機要。
吳伯雄在內政部長任內，陸續成立了玉山、陽明山、太魯閣與墾丁四大國家公園，在吳伯雄安排下，葉世文進入營建署國家公園管理處。1985年，擔任玉山國家公園管理處首任處長，任內興建了鹿林山管理站（1991年遷至塔塔加），完成塔塔加遊客中心與南安遊客中心，興建了南安管理站與玉山國家公園行政及訓練中心。隨後又擔任陽明山國家公園與太魯閣國家公園管理處處長。在太魯閣國家公園管理處處長任內，興建合歡山管理站，獲得行政院公共工程金質獎
2002年，葉世文進行合歡主峰景觀改善工程，整修舊有軍營建物，增加景觀設施，同時增設手機基地台。但有遊客對媒體投書，認為這些土木建設，可能影響生態保育，違反國家公園設立的目的，時任行政院長游錫堃指派政務委員林盛豐前往調查，調查結果認定葉世文過度開發，專業判斷有問題，游錫堃因此下令撤換其太魯閣國家公園管理處長之職，改調內政部營建署專門委員，後升任組長。隨後又升任內政部建築研究所主任秘書。
2005年，監察委員廖健男、陳進利、林時機在調查後，共同提起合歡山主峰景觀改善工程糾正案，糾正案中認為此次工程未先取得土地使用權同意書與施工許可逕行施工，行為違法且有過度開發、影響生態的可能，要求行政院改善。同年，葉世文升任內政部建築研究所副所長，並取得國立臺灣大學管理學院碩士在職專班高階公共管理組碩士學位。

### 內政部營建署署長時期
2008年，馬英九當選中華民國總統，劉兆玄出任行政院長，廖了以任內政部長。7月31日，因原任營建署署長林欽榮申請退休，回交通大學任教，葉世文升任營建署署長。
2009年9月10日，吳敦義出任行政院長。9月11日，江宜樺接替廖了以出任內政部部長，葉世文續任營建署署長。吳敦義宣誓將興建平價住宅（合宜住宅的前身），由葉世文負責。
2010年，葉世文提出開發計畫，採取先招標、再徵收的方式。2011年，林口捷運A7站進行公開招標，只有遠雄、皇翔、名軒、麗寶、櫻花等五家廠商投標，多數廠商因為招標公告提出的容積率，只能蓋2451戶，難以獲利，皆未投標。經計劃審査後，櫻花被刷掉，四塊基地由四個廠商參與投標。7月6日，葉世文宣布，為獎勵廠商參與開發，提高法定容積，預估戶數増加到4385戶。7月8日，開標之後，這四家廠商正好一家標到一塊基地。
完成投標之後，政府配合徵收了機場捷運A7站週邊土地。因徵收說明不足、政府財務規劃不足，引起林口當地住戶不滿，組成自救會抗爭，徵收進度一度落後。但因為支持的人少，自救會解體，林口捷運站週邊順利被徵收。2012年林口平價住宅開始銷售，2013年開始動工。被視為是吳敦義任內政績之一。
同年，發生大埔事件，行政院長吳敦義於8月17日會見苗栗大埔自救會農民，承諾原地保留，葉世文陪同出席。葉世文後續完成與大埔農民間的協調。
期間，江宜樺曾收到葉世文操守有問題的檢舉，轉交政風單位調查，以查無實據結案。在2010年與2011年，政風單位兩次接獲內部檢舉，質疑葉世文操守有問題，但仍以查無實據結案。
2012年2月6日，陳沖任行院院長，2月16日，江宜樺接替陳沖，升任行政院副院長，李鴻源繼任內政部長。葉世文仍續任營建署署長。
3月27日，監察院查出葉世文漏報財產，葉世文遭罰款23萬元。
11月6日，出席聯合報舉辦的「房產投資高峰論壇」，主張購買房地產是最佳投資方式，鼓勵以買房取代投入股市，遭立法委員賴士葆與張金鶚等多位學者批評為帶頭炒房。11月28日，營建署未邀請地政學者張金鶚教授參加在2012年第三季住宅需求動向調查記者會，張金鶚認為可能是因為他曾批評葉世文參與鼓勵炒房的批評言論所致。
2013年2月18日，江宜樺出任行政院長。李鴻源續任內政部長，葉世文續任營建署署長。期間，潤泰集團尹衍樑曾遭葉世文索賄，尹衍樑拒絕，向廉政署及行政院長江宜樺舉報此事，但以查無實據結案。葉世文原定於當年7月屆齡退休，因林益世索賄案，江宜樺要求對所有行政院官員進行風紀調查，政風單位向江宜樺回報，查到葉世文在4月至5月間曾接受廠商邀宴。江宜樺指示內政部長李鴻源，要求葉世文提前退休，但未向李鴻源說明原因。6月3日，葉世文申請提前退休，卸任營建署長。因推動板橋浮洲及林口A7合宜住宅有功，且考績甲等，獲內政部表揚為模範公務人員。

### 桃園縣副縣長時期
2013年6月28日，原任桃園副縣長李朝枝因被指控捲入機場捷運炒地皮醜聞，請辭獲准，於7月1日生效。7月15日，桃園縣長吳志揚宣布由葉世文接任桃園縣副縣長，希望由他推動桃園航空城計畫。
2014年5月30號，台北地檢署檢察官懷疑葉世文受遠雄集團董事長趙藤雄賄賂，指揮廉政署搜索其住家、辦公室，查扣可疑現金1800萬元，並將葉世文帶回偵訊；隨後桃園縣長吳志揚宣布解除葉世文任職桃園縣的所有官職，而葉世文同時也遭到法院裁定羈押禁見。
6月4日，國民黨召開臨時廉能會，建議考紀會開除葉世文黨籍。6月6日，考紀會通過開除葉世文黨籍。

## 爭議

### 涉八德合宜住宅弊案及林口A7案弊案
2014年6月，檢方查出，在桃園八德合宜住宅案中，葉世文曾向遠雄索賄2,600萬，其中1,600萬在葉世文辦公室、住所中查獲。葉世文坦承收賄，但僅承認刑度較輕的「不違背職務受賄罪」。因蔡仁惠轉為污點證人，葉世文也承認在林口A7案中，也收賄600萬。但趙藤雄否認在林口A7案曾經行賄。
2015年3月20日，台北地方法院於下午5點一審宣判，依職務上行為收受、期約賄絡及財產來源不明等罪，判處葉世文有期徒刑19年，褫奪公權5年，併科罰金3,317萬，另葉世文、陳麗玲被訴「淡海新市鎮案」藉勢、藉端勒索財物獲判無罪。遠雄集團創辦人趙藤雄則依行賄等罪判處有期徒刑4年6個月，併科罰金90萬。遠雄副總經理魏春雄依行賄罪判處有期徒刑4年，併科罰金50萬，白手套蔡仁惠因轉污點證人供出葉世文向趙藤雄等人索賄過程，獲判有期徒刑6個月，併科罰金20萬。
2015年12月25日，台灣高等法院二審宣判，依職務上行為收受、期約賄絡及財產來源不明等罪判處有期徒刑21年，併科罰金新台幣1,000萬元，褫奪公權5年，另葉世文、陳麗玲被訴「淡海新市鎮案」藉勢、藉端勒索財物獲判無罪。遠雄集團創辦人趙藤雄則依行賄等罪有期徒刑2年，併科罰金新臺幣140萬元，緩刑5年，並向公庫支付新臺幣2億元，褫奪公權2年定讞。遠雄副總經理魏春雄依行賄罪判處有期徒刑1年10月，併科罰金新臺幣130萬元，緩刑5年，並向公庫支付新臺幣1億元，褫奪公權2年定讞。白手套蔡仁惠因轉污點證人供出葉世文向趙藤雄等人索賄過程，期約賄賂部分獲判免刑，關於不違背職務行為，交付賄賂，處有期徒刑6月，併科罰金新臺幣20萬元，緩刑2年，褫奪公權2年定讞。
2016年4月21日，最高法院將原判決關於葉世文「新竹眷村改建土地案」對於職務上行為期約賄賂、「八德合宜住宅案」對於職務上行為收受賄賂及公務員財產來源不明部分撤銷，發回台灣高等法院；另將原判決關於葉世文「機場捷運A7站合宜住宅招商投資興建（用地預標售）案」論處收受賄賂罪刑部分，駁回葉世文之上訴（有期徒刑7年，褫奪公權5年）；及檢察官就葉世文、陳麗玲被訴「淡海新市鎮案」藉勢、藉端勒索財物判決無罪定讞。
2017年3月16日，台灣高等法院更一審宣判，八德合宜宅部分判7年6月、褫奪公權5年，沒收犯罪所得1,600萬；財產來源不明罪部分判3年、褫奪公權3年，沒收3,317萬；至於新竹眷改案仍維持一審無罪判決。
2019年4月2日，最高法院駁回葉世文之上訴，八德合宜宅收賄部分，判刑7年6月；財產來源不明部分，判刑3年定讞。
2019年6月7日，葉世文涉及八德、林口A7合宜住宅收賄案及財產來源不明案，皆判刑定讞。高院裁定葉世文3罪合併執行14年徒刑，葉世文不服提起抗告，最高法院駁回確定。

## 個人生活
其妻李秀華，兩人生有二子。

## 外部連結
- 專訪內政部營建署署長葉世文 （页面存档备份，存于）

| 官衔          | 官衔                                               | 官衔                               |
| ------------- | -------------------------------------------------- | ---------------------------------- |
| 行政院        |                                                    |                                    |
| 前任： 林欽榮 | 內政部營建署署長 第十任 2008年8月1日－2013年6月3日 | 繼任： 許文龍（代理） 正任：丁育群 |